# García Galíndez
García Galíndez de Slechte (Spaans: García Galíndez el Malo - waarschijnlijk na 836) was een graaf van Aragón in de vroege 9e eeuw. 
García Galíndez is enkel uit de genealogische informatie over de graven van Aragón in de Codex de Roda bekend. Volgens deze was hij de zoon van een zekere Galindo Velásquez en diens vrouw Faquilo. Hij was getrouwd met Matrona, een dochter van graaf Aznar I Galíndez van Aragón. Op een niet nader genoemd tijdstip was hij tegen zijn schoonvader in opstand gekomen, had hij deze uit Aragón verdreven en daarbij diens zoon Centulio vermoord. Daarenboven scheidde hij van Matrona om met een dochter van de koning van Pamplona, Íñigo Arista, te kunnen trouwen.
Waarschijnlijk heeft deze gewelddadige machtsovername kort voor of in 836 afgespeeld, indien de verdreven graaf Aznar I met een gelijknamige graaf kan worden geïdentificeerd, die in dit jaar een wrede dood was gestorven, nadat hij de onderkoning Pepijn I van Aquitanië was afvallig geworden. García Galíndez had blijkbaar een nationaal-Baskische beweging gehoord, welke de Frankische soevereiniteit over de bergvolkeren van de westelijke Pyreneeën zocht af te werpen, waarop zijn huwelijk met een dochter van Íñigo Arista lijkt te wijzen, daar deze aan het hoofd van dit verzet stond. In de machtsstrijd tussen keizer Lodewijk de Vrome en diens zoon Pepijn I kan García de gelegenheid hebben gezien, zijn keizergetrouwe schoonvader uit Aragón te verdrijven.